# Kafar Birim
Kafar Birim (arab. كفر برعم) – nieistniejąca już arabska wieś, która była położona w Dystrykcie Safedu w Mandacie Palestyny. Wieś została wyludniona i zniszczona podczas I wojny izraelsko-arabskiej, po Sił Obronnych Izraela w dniu 4 listopada 1948 roku.

## Położenie
Kafar Birim leżała wśród wzgórz w północnej części Górnej Galilei, w odległości 11,5 kilometrów na północny zachód od miasta Safed. Według danych z 1945 roku do wsi należały ziemie o powierzchni 1225 ha. We wsi mieszkało wówczas 710 osób.
| własność gruntów | powierzchnia gruntów (hektary) |
| ---------------- | ------------------------------ |
| Arabowie         | 1224,4                         |
| Żydzi            | 0                              |
| publiczne        | 0,6                            |
| Razem            | 1225                           |

| Rodzaj użytkowanych gruntów | hektary |
| --------------------------- | ------- |
| uprawy oliwek               | 14,3    |
| uprawy nawadniane           | 110,1   |
| uprawy zbóż                 | 371,8   |
| nieużytki                   | 733,5   |
| zabudowane                  | 9,6     |

## Historia
W I wieku znajdowała się tutaj żydowska wieś Kefar Bar'am. Odwiedzający w XIII wieku istniejącą w tym miejscu arabską wieś Kafar Birim, opisywali pozostałości dwóch starożytnych synagog. Pozostałości jednej z tych synagog (datowanej na III wiek) nadal są widoczne. W 1596 roku Kafar Birim była dużą wsią, liczącą 114 muzułmańskich gospodarstw domowych. Mieszkańcy utrzymywali się z upraw pszenicy, jęczmienia, oliwek, winorośli, oraz hodowli kóz i uli. W okresie panowania Brytyjczyków Kafar Birim była dużą wsią. We wsi był kościół.
Podczas wojny domowej w Mandacie Palestyny w 1948 roku w rejonie wioski stacjonowały siły Arabskiej Armii Wyzwoleńczej. Podczas I wojny izraelsko-arabskiej w październiku 1948 roku Izraelczycy przeprowadzili operację „Hiram”. W dniu 31 października Kafr Birim została zajęta przez izraelskich żołnierzy. Następnie, na początku listopada wysiedlono wszystkich mieszkańców, a domy wyburzono.

## Miejsce obecnie
Na gruntach wioski Kafar Birim powstał w 1949 roku kibuc Baram i w 1963 roku moszaw Dowew. Palestyński historyk Walid Chalidi, tak opisał pozostałości wioski Kafar Birim: „Wieś została rozebrana. Jedynym stojącym obiektem jest kościół i jego dzwonnica. Zbocze wzgórza pokrywa rumowisko zburzonych ścian i częściowo zawalonych domów. Wszystko porastają krzewy i dzikie trawy. Niektóre z pozostałości archeologicznych wciąż są widoczne. Rejon wsi został zamknięty i ogłoszony miejscem archeologicznym i turystycznym”.